# Бришкула
Бришкула је игра картама. Игра се у Италији и у крајевима који су били под млетачком влашћу (Истра, Далмација, Бока которска).
За играње бришкула користе се посебне карте – „италијанке“.
Бришкула подсећа на многе сличне игре адутског типа. Игра се у четворо (у паровима као у бриџу) или ређе у двоје. Договарање између партнера је дозвољено и у том циљу се користе сва средства, чак и посебни знаци – гестови, тзв. „моте“, које супарници не смеју да примете. Договарање међу играчима је дозвољено, осим у току прве руке, у којој је свака прича забрањена.
Партија има најмање четири, а највише седам кругова. У сваком кругу циљ је скупити више од 60 поена (укупан број поена у кругу је 120). Поене носе јединица (ас или аш) - 11, тројка (трица) - 10 и ове карте се зову „кариг“ или „карике“. Затим следе оне „које носе пуната“, а то су карте са сликама попут француског жандарма, даме и краља, и носе: једанаестица (фанат или фанта) – два, дванаестица (коњ или кавало) – три и тринаестица (краљ) – четири поена. Остале карте немају поене и зову се «лишо карте» или »лишине«.
Принцип је исти као у играма типа „црне маце“, преферанса исл. Већа карта носи мању а било која адутска је јача од неадутске. Не постоји обавеза одигравања одређене боје, као што је то случај у споменутим играма.
Адут (бришкула) се не лицитира као у преферансу, нити је унапред задат као у висту, него се открива при пресецању карата на почетку сваког круга. Та се карта окреће лицем према горе и зове се „ултима“. Њу узима онај ко је изгубио претпоследњи талон. Посебна је чаролија када се на месту ултиме појави „аш“ или „трица“ и тада се око ње води прави рат. Тада се у последње две руке често однесе више поена него у целој партији до тада.

## Боје
- Шпади или „шпаде“ (мач) – (итал. Spada) — красе је две шарене параболе окренуте крацима једна према другој.
- Баштуни или „баштони“ (батина) – (итал. Bastoni) — шест укрштених палица као што имају диригенти ватрогасног оркестра.
- Купе или „копе“ (пехар) — (итал. Coppa) — црно-црвени шестоугаони пехар.
- Динари – (итал. Danari) – два концентрична шарена круга.[1]

На асу у свакој боји стоји по нека изрека – пословица везана за ту боју:
- – много пута игра заврши батинама
- – пријатељи су ретки када нема пара
- – игра мача се многима не свиђа
- – чаша доброг вина даје храброст

## Изрази
У току игре, могу се чути одређени изрази карактеристични за бришкулу.
- Штроцај – баци јачу у тој боји. Ово је тактички потез којим се противник ставља на проверу. Уколико баци још јачу, одбранио је част и понеки поен, али уколико не одговори на штроц, последњи баца (пуни) кариг у било којој боји и тиме односи најмање 10 поена.
- Пунат – поен.
- Лишо – карта без поена
- Лишај - баци карту без поена
- Чешаљ – занимљив је начин писања добијених кругова. Структура записа подсећа на таблић, с тиме што се прво пише вертикална црта па преко ње под правим углом четири хоризонталне. Игра се до четири добијене партије. Ко добије круг, на његовом се делу хоризонталне црте нацрта црни кружић. Прочишљати неког значи победити га са 4:0 јер график подсећа на чешаљ. Италијани овај случај такође зову чешаљ (pettina).
- Кариг за ултиму (карика за ултиму) – Тактичка провокација противника бацањем карте високе вредности у претпоследњој руци када је адут ас или трица. Тиме онај ко је испровоцирао - или однесе исту ту карту (а самим тим и 10 или 11 поена, или више, ако противник нема лишина), али ултима иде противнику, или противник узима понуђени кариг, али остаје без ултиме високе вредности. Дозвољено да играчи пре одигравања последње »руке« (а након последње »пешке«) преброје своје пунте како би одредили правилну тактику за завршницу партије.
- Ди си? а понегде и Ђе си? – тиме вас неодлучни партнер пита у којој боји можете добро да одговорите. Овде се обично одговара: „Више куће Шкрбића, Бикановића, Бјелобрка...“, у зависности од тога где се игра, што значи да запитани партнер враћа одговорност ономе ко је питао, а и даје му до знања да у руци углавном држи „лишине“.
- Пешка или пешкање (итал. риба или риболов) - наизменично узимање по две карте са шпила након сваке одигране руке.